# コールドドリンク (カクテル)
コールドドリンクとは、、比較的完成時の温度が低いカクテルを指す。対義語は、ホットドリンク。なお、コールドドリンクは、コールド・ドリンク、コールドドリンクス、コールド・ドリンクスとも書かれる。また書籍によっては、コールドカクテル、コールド・カクテル、コールドカクテルズ、コールド・カクテルズなどと書かれることもある。さらに、サマー・ドリンク（夏の飲み物）などと書かれることもあるが、このカクテル群を夏に飲まなければならないという規則は存在しない。

## 概要
コールドドリンクを作成する方法には以下の方法があり、複数の方法が併用されることもある。
- 予め冷蔵庫などで酒などの材料自体を下げておくことによって温度を下げる方法
- シェーカーを使って氷と共にシェークする方法
- ミキシング・グラスを使って氷と共にステアしたりして急速に冷却する方法

温度の上昇を少しでも防ぐために、カクテルを作るグラス自体を、予め冷やしておくこともある。また、時間をかけて飲むロングドリンクを作る場合には、原則として先に氷をグラスに入れてから酒などを注ぐ。
コールドドリンクには基本的に氷を使用するため、コールドドリンクが広まるには、製氷機の登場と普及が不可欠であった。